# Grundsmak
Grundsmaker är smaker som människan kan känna med hjälp av smaklökar på tungan, i gommen och i svalget. Till skillnad från luktsinnet tycks smaksinnet bara särskilja mellan ett fåtal olika smaker. Hos människor och många andra ryggradsdjur samverkar det dock med lukt- och känselsinnet för att i hjärnan skapa den totala smakupplevelsen. Det är ofta svårt att särskilja mellan de sinnesupplevelser som orsakas av stimulering av olika delar av tungan och de luktupplevelser som inträffar samtidigt.

## Grundsmakerna

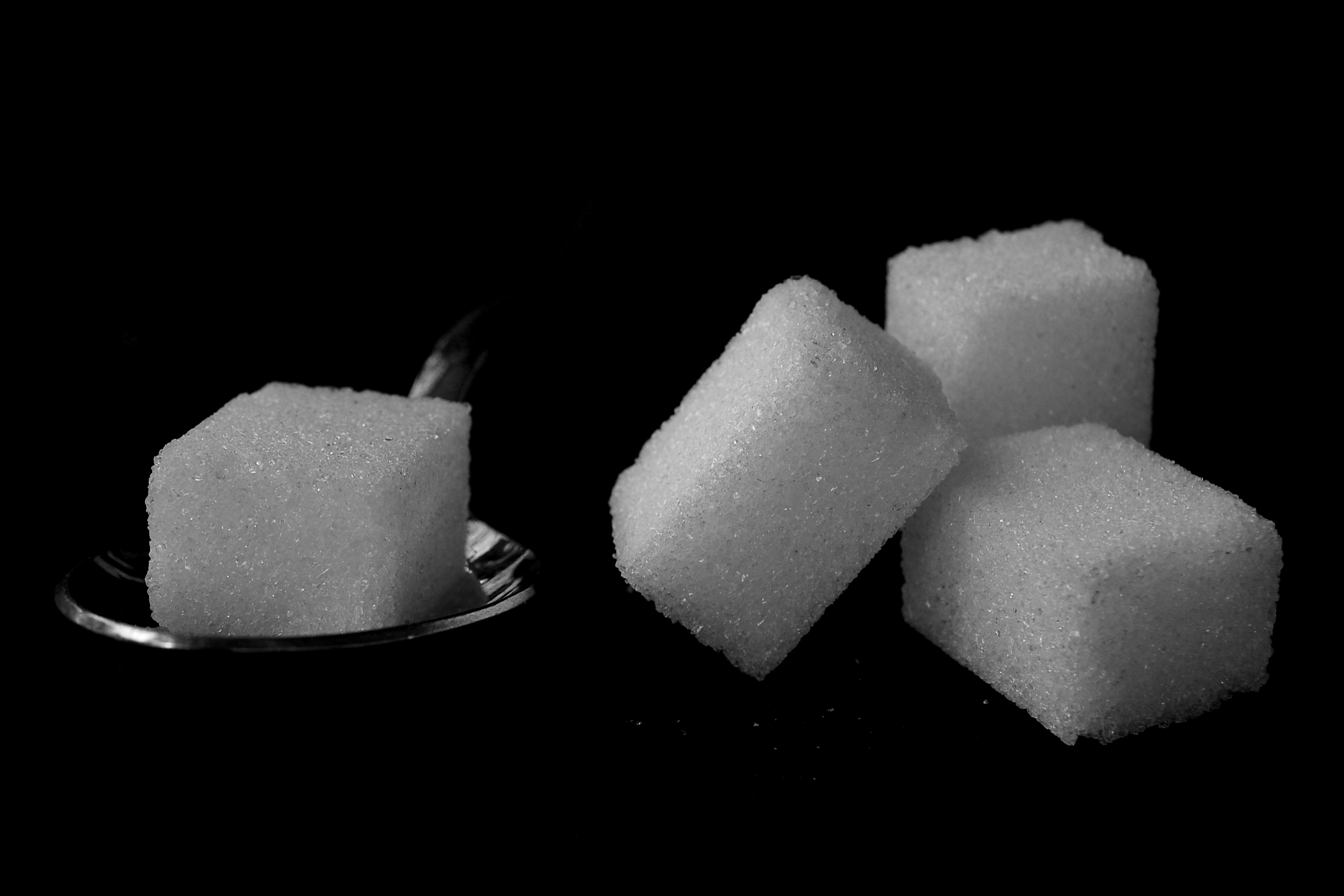
Sött bitsocker
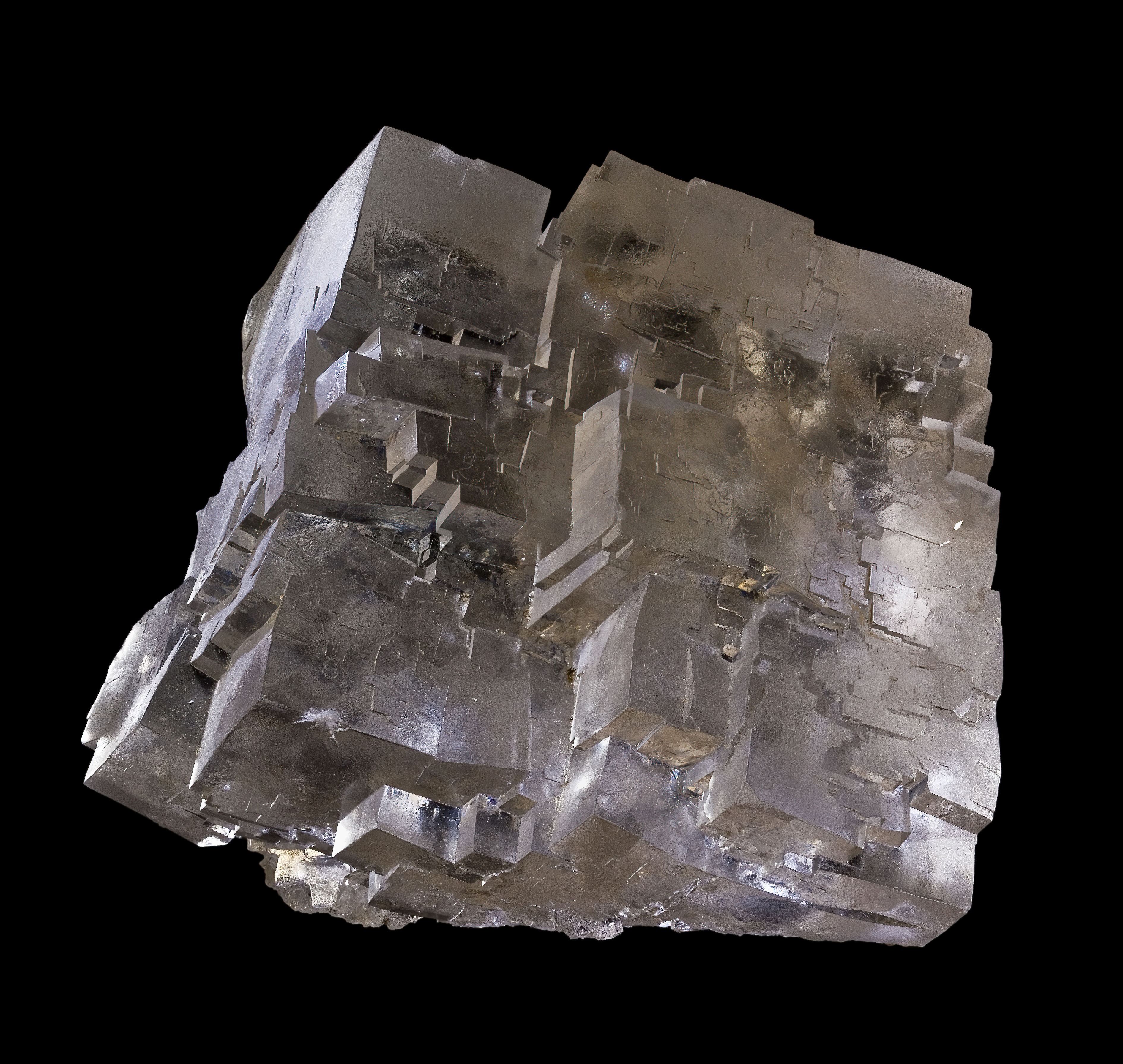
En kristall av salt stensalt
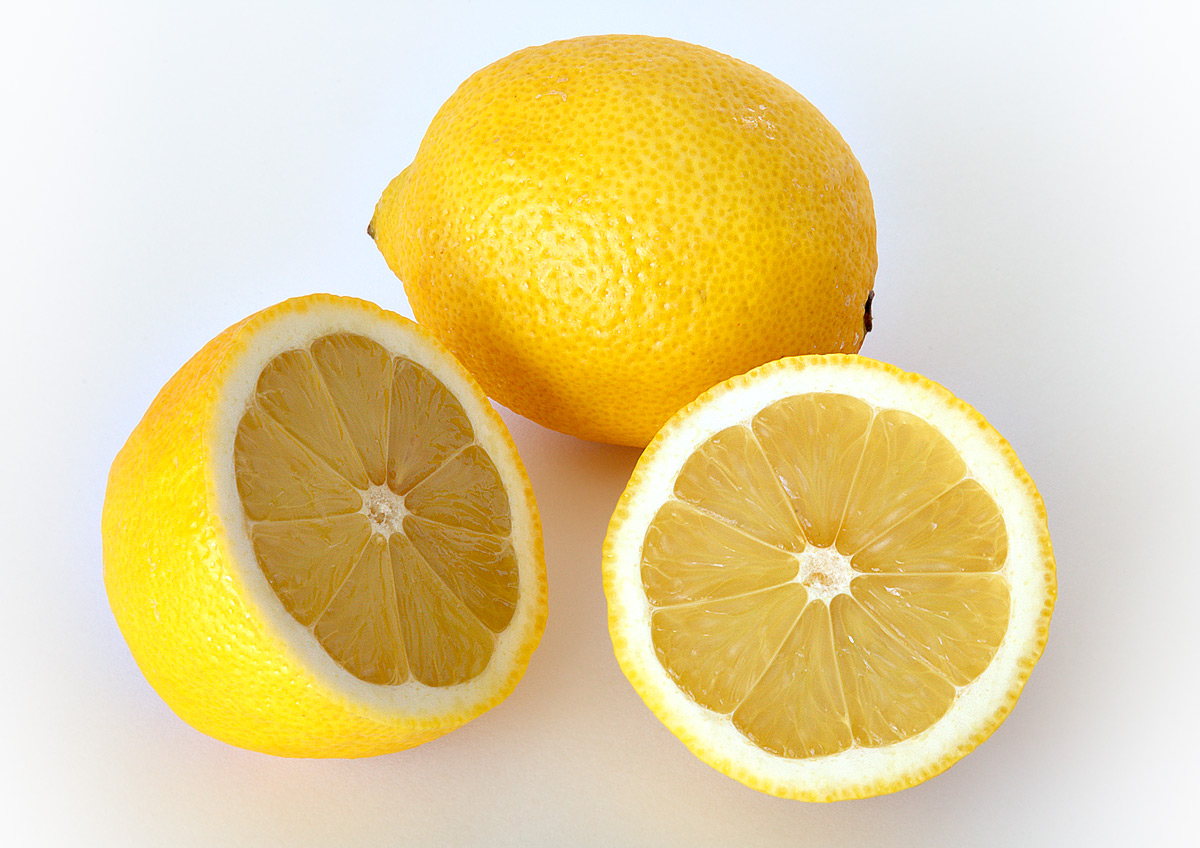
Sura citroner
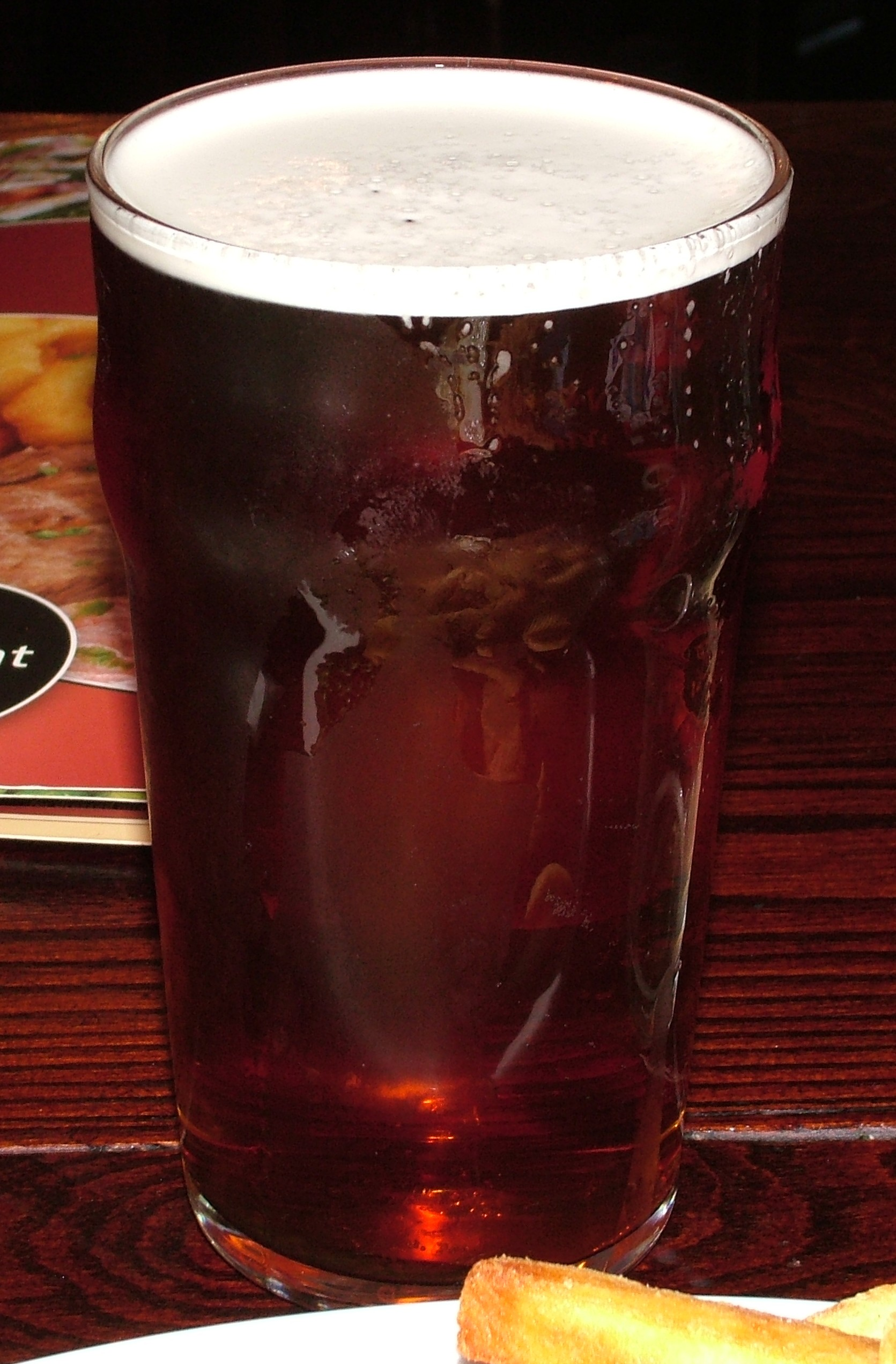
Engelsk besk ale
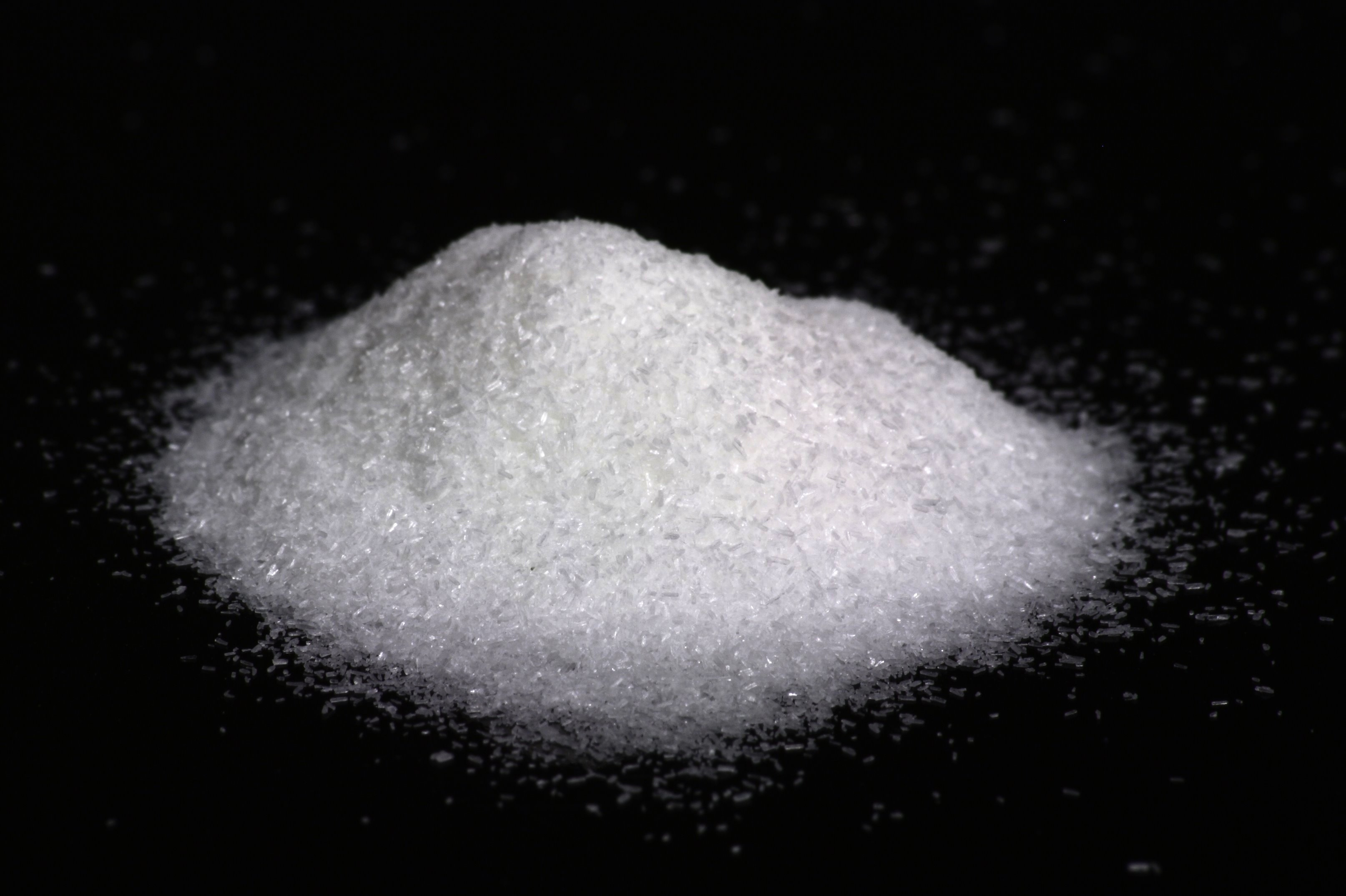
Smakförstärkande natriumglutamat (umami)
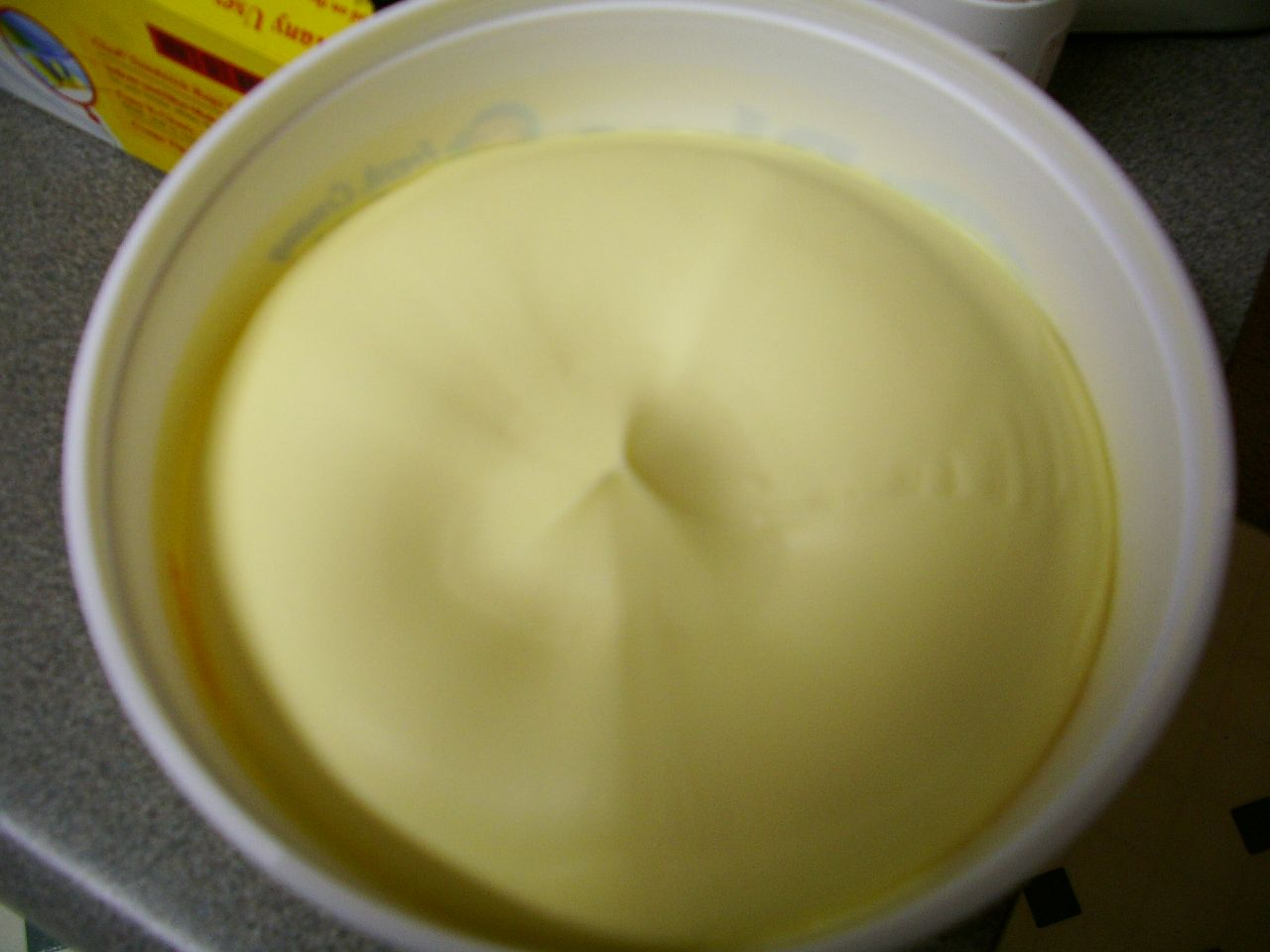
Fett margarin

Traditionellt har man i västvärlden brukat särskilja på fyra olika grundsmaker - sött, salt, surt och beskt, medan man i Orienten sedan länge även har räknat med en femte smak som sedan också kommit att bli allmänt accepterad och känd under sitt japanska namn - umami. För alla dessa fem smaker har specifika receptormolekyler i smaklökarnas celler identifierats. På senare tid har ytterligare smakkategorier pekats ut och det har föreslagits att det även skulle finnas receptorer som är känsliga för exempelvis fett eller metall.
Både historiskt och i andra kulturer har andra uppdelningar i grundsmaker gjorts. Aristoteles skilde på två huvudsmaker: sött och beskt, med saftig, salt, frän, stark, sträv och syrlig som underavdelningar till dessa. I den kinesiska läran om de fem elementen anger man förutom de fyra standardsmakerna även het/stark som en femte grundsmak.

### Sötma
Sötma produceras av olika sockerarter och mängd andra ämnen som aldehyder och ketoner. Även vissa aminosyror och proteiner smakar sött. Det tycks vara ingående keto- och aldehydgrupper som triggar smaken av sötma. Ett par G-proteinkopplade receptormolekyler ("T1R2" och "T1R3") ingår i det biokemiska maskineri som registrerar sötma, och den senare även är inblandad i umami-smaken.
Kattdjur kan inte känna sötma. Likaså uppfattar inte nya världens apor sötningsmedlet aspartam som sött, medan den gamla världens apor upplever det på samma sätt som människor.

### Sälta
Salt smak uppstår framför allt av natriumjoner, och därför ger många natriumsalter, exempelvis natriumklorid (koksalt), denna smak. Joner av andra alkalimetaller smakar också salt, men ju längre från natrium de befinner sig i periodiska systemet, desto mindre salta. Kaliumklorid (E-nummer E 508) är huvudingrediensen i ersättningsmedel för vanligt salt. 
Den biokemiska receptormekanismen bygger på jonkanaler i smakcellernas cellmembran.

### Surhet
Surhet är smaken som registrerar ett ämnes pH-värde genom att reagera på oxoniumjoner, H3O+, och den biokemiska receptormekanismen med jonkanaler liknar den för sälta. Det har också framkastats att bikarbonatjoner, HCO3–, medverkar för att ge surhet åt svagare syror såsom exempelvis koldioxid.

### Beska
Besk eller bitter smak upplevs av många som skarp och oangenäm. Beska ämnen tillsätts därför ibland som denatureringsmedel för att förhindra att man av misstag förtär giftiga eller på annat sätt olämpliga ämnen. Några födoämnen och drycker med besk smak är kaffe, mörk choklad, öl, oliver och citronskal. Kinin som finns i tonic är också känt för sin beska smak. 
Omkring 30 st olika receptormolekyler av typ "T2R" är inblandade i registreringen av beskhet där olika beska substanser har "sin" specifika receptormolekyl.

### Umami
Umami har länge betraktats som en egen smak i kinesisk och japansk kokkonst. Födoämnen som sägs ge upphov till denna smakupplevelse är till exempel sojasås, fisksås, ansjovis, kött, buljong, ost och andra proteinrika födoämnen.
I början av 1900-talet fastslog den japanska kemiprofessorn Kikunae Ikeda att aminosyran glutaminsyra och dess salter (glutamater) ger upphov till denna smak. Det japanska namnet umami (うま味 - "välsmakande" eller "god/färsk smak") har sedan kommit att bli allmänt använt.
Inom kinesisk matlagning används ordet xiānwèi (traditionell kinesiska: 鮮味; förenklad kinesiska: 鲜味) för samma smak. Ikeda fick sedermera patent på sin metod att framställa natriumglutamat som används som "smakförstärkande" tillsats (E 621) i olika livsmedel. Liksom för sötma svarar ett par G-proteinkopplade receptormolekyler ("T1R1" och "T1R3") för registreringen av umami. Den senare är gemensam med sötma.

## Ytterligare smakupplevelser

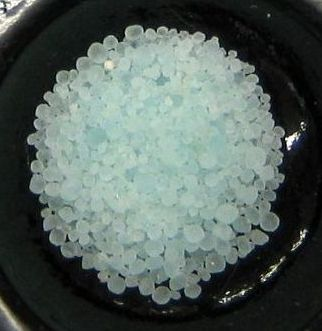
Järnsulfat
Ett torrt vin
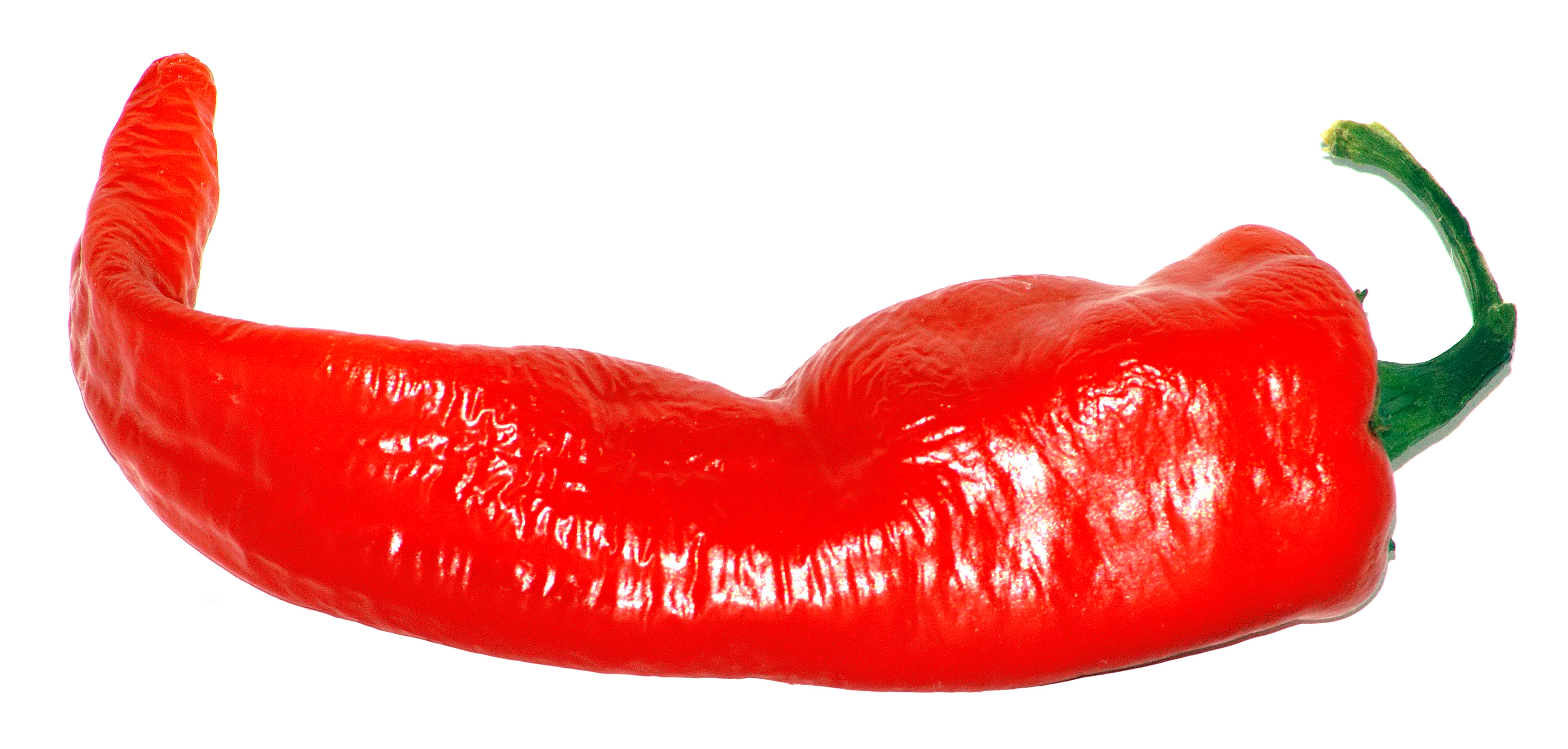
Het cayennepeppar
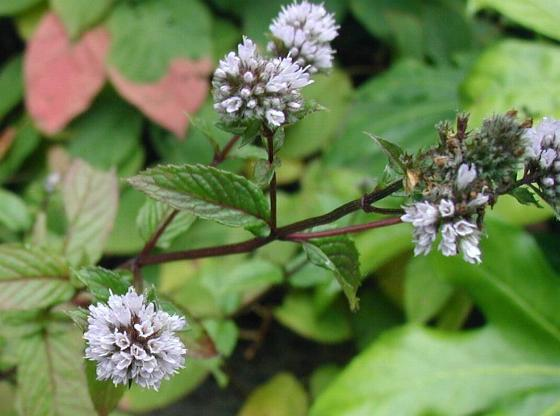
Kylande pepparmynta

Även om de inte brukar räknas till de vanliga smakerna, finns det ytterligare förnimmelser som registreras på tungan. 

### Metallsmak
De flesta människor är bekanta med denna smak ("blodsmak") som uppstår av exempelvis kopparjoner - Cu2+ eller järnsulfat - FeSO4, men forskning tyder på att det snarare är luktsinnet som är inblandat här än smaksinnet.
En anledning till att biologer tvekar att räkna metallsmak som grundsmak kan också vara att den normalt inte är förknippad med födoämnen, men förespråkare menar att de flesta försökspersoner tydligt kan identifiera och särskilja den från andra smaker och att den därför borde räknas som en av grundsmakerna.

### Torrhet, strävhet, adstringens
Vissa födoämnen, såsom omogen frukt, innehåller tanniner eller kalciumoxalat, vilket orsakar sammandragande (adstringerande) eller sträv känsla i munnen. Exempel är omogna sharonfrukter och bananer. Även mer mogna rabarber och vindruvor innehåller sådana ämnen, liksom te och vin. I samband med vinprovning är just "sträv" en av de termer som ingår i vokabulären. Många språk har specifika ord för att beskriva denna smakupplevelse, till exempel persiska: گس (gass), kinesiska: 澀 (sè), koreanska: 떫다 (tteolda), japanska: 渋い (shibui), thailändska: ฝาด (fad), malajiiska: kelat, tagalog: pakla och ryska: вяжущий (vjazjusjtjij) eller тёрпкий (tjorpkij).

### Brännande, bedövande, "het" smak
Frukter från arter inom spanskpepparsläktet (Capsicum), exempelvis havannapeppar (habanero), spanskpeppar (chilipeppar och cayennepeppar) innehåller ämnet capsaicin som ger en starkt brännande smakupplevelse. Capsaicin är det ämne som utgör den aktiva ingrediensen i pepparspray. 
Pepparplantan från vilken vit- och svartpeppar erhålls, innehåller ämnet piperin, och senap, rädisor och wasabi innehåller isotiocyanater som har liknande effekt. Etanol i alkoholhaltiga drycker känns också brännande.
Den receptormolekyl som ger upphov till brännande smak ("TRPV1") är också inblandad vid förnimmelse av värme och smärta inom känselsinnet.

### Kylande, kall smak
Grönmynta (spearmint) och pepparmynta innehåller mentol, som liksom kamfer påverkar en av kroppens temperatursensorer, en jonkanalsreceptor benämnd "TRPM8" och ger därför en köldupplevelse. I starkare koncentrationer kan dessa ämnen även uppfattas som brännande, och wasabi påverkar också samma receptor.

### Temperatur
Värme och kyla i sig påverkar också smakupplevelsen, och i allmänhet uppfattas varma födoämnen som rikare på smak. 
Temperaturen påverkar också smakupplevelsen på så sätt att mat och dryck som normalt serveras varma kan uppfattas som obehagliga om de serveras kalla och vice versa.